# Prawda, która prowadzi do życia wiecznego
Prawda, która prowadzi do życia wiecznego (ang. The Truth That Leads to Eternal Life) – 192 stronicowa książka, opublikowana przez Towarzystwo Strażnica 8 maja 1968 roku (w j. angielskim; w j. polskim w roku 1969).
Książka ta wymieniona jest w Księdze rekordów Guinnessa pod hasłem Rekordy wydawnicze; do maja 1996 roku osiągnęła nakład 107 686 489 egzemplarzy w 117 językach.

## Zawartość
Ta ilustrowana książka – zdaniem wydawcy – ma ułatwić studiowanie Biblii i pomóc zrozumieć, czym jest Królestwo Boże i jakie ma znaczenie dla ludzi. Podręcznik ten Dedykowano Bogu łaskawemu dla wszystkich, którzy szukają Jego życiodajnej prawdy. Został też wydany z myślą o prowadzeniu przez głosicieli Świadków Jehowy na jego podstawie tzw. sześciomiesięcznych bezpłatnych studiów biblijnych (zastąpił on wydany w 1946 roku podręcznik Niech Bóg będzie prawdziwy). Świadkowie Jehowy czynili to za jego pomocą do 1982 roku, kiedy to opublikowano nowy podręcznik Będziesz mógł żyć wiecznie w raju na ziemi. W tym okresie podręcznik przyczynił się do wzrostu szeregów Świadków Jehowy o ponad 1 300 000 nowych głosicieli.
Publikacja podzielona jest na 22 rozdziały, w których zamieszczono omówienie szeregu zagadnień w oparciu o wersety biblijne oraz pytania do analizy tekstu.

## Książka „Prawda” w filmie
Książka Prawda, która prowadzi do życia wiecznego została pokazana w fabularnym filmie biograficznym z 2014 roku pt. Wielkie oczy w reżyserii Tima Burtona. Jego bohaterka, amerykańska malarka Margaret Keane, najpierw pokazana jest, gdy rozmawia przy drzwiach z dwiema głosicielkami Świadków Jehowy, które trzymają książkę Prawda w rękach (charakterystyczna granatowa okładka), a później jest pokazana już sama, gdy się głośno zastanawia nad jej treścią w towarzystwie córki, trzymając w ręce tę książkę w granatowej okładce, złoconym angielskim tytułem wprost do widza (około 80 minuty filmu). Postać Margaret Keane zagrała amerykańska aktorka Amy Adams, starając się jak najwierniej przedstawić fakty z życia Margaret Keane i nawet się z nią konsultując. Sama Margaret Keane przyjęła chrzest razem z córką, 5 sierpnia 1972 roku, gdy książka Prawda, która prowadzi do życia wiecznego była wciąż głównym podręcznikiem Świadków Jehowy dla osób chcących poznawać Biblię i zasady na niej oparte.